# جان بول غولتييه
جان بول غوتييه (مواليد 24 أبريل 1952 في أركويل وفال دي مارني في فرنسا)، وهو مصمم أزياء وملابس جاهزة. كان غولتييه هو المصمم الإبداعي لماركة هيرمز العالمية منذ 2003 إلى 2010. كما قدم في السابق برنامجاً تلفزيونياً يدعى يورو-تراش.

## حياته
ترعرع جان بول غوتييه في ضاحية من ضواحي باريس، حيث كانت والدته محررة كتب ووالده محاسب وكانت جدته من أمه ماري قرابي هي من عرفته على عالم الأزياء. ولكنه لم يتلقى تعليماً أكاديمياً في هذا المجال، ولكن عوضاً عن ذلك في عمر مبكر قام بإرسال رسومات تصاميمه إلى مصممين أزياء عالميون. قام بيير كاردان في سنة 1970 يبتعيينه كمساعد لشدة إعجابه بمهاراته. ثم عمل بعد ذلك في سنة 1971 مع جاكويس ايستريل وجين باتو، بعد ذلك عاد لإدارة متجر بيير كاردان في ميلان لمدة عام وكان ذلك في 1974.
أصدر أول مجموعته الأولى في سنة 1976 , وعرف غلوتييه بعد سنة 1981 بلقب الولد الشقي في عالم الموضة الفرنسية. أعتمد غلوتييه في تصاميمه على الثقافة الشعبية والثياب اليومية كما استطاع أن يجعل التصاميم الراقية وبالأخص تصاميمه تجمع بين الأناقة والراحة في آن واحد.
بالرغم من أن معظم الناس وجدوا أن تصاميمه منحله في ذلك الوقت، إلى أن محررين الأزياء لا سيما ملكا تريانتون من مجلة ايل وكلود برويت وكاثرين لادور من مجلة ماري كلير الفرنسية، أعجبو بإبداعه وإتقانه للخياطة ثم بدأت مسيرته منذ ذلك الحين.
قدم لأول مره في سنة 1985 (تنورة رجالية) وشجع على أرتدائهم خاصةً التنورة الأسكتندية. كما جمع غلوتييه عمل ودي مع والفرود للألبسة الداخلية. أذهل غلوتييه مرتادي معرضه عند استعمال عارضيين غير تقليديين لأزيائه كرجال مسنين ونساء ممتلئات وعارضين بتخريمات ووشوم كثيره تغطي أجسادهم وكذلك تلاعبه بأدوار الجنسين خلال عرضه، وأكسبه ذلك شعبية وانتقاد عاليين.
عانى غلوتييه بعد ذلك في نهاية الثمانينات من فقدان أناس أعزاء على قلبه من ظمنهم حبيبته وشريكه التجاري فرانسيس مونيغ التي توفت إثر أسباب ترتبط بمرض الإيدز.
أطلق غلوتييه في سنة 1988 رقصه منفرده وأطلق عليها مسمى «كيف تفعل ذلك» مع تسجيلات فونتانا والتي أصبحت أحد أول ألبومات الموسيقى المدمجة ذات العناوين المفردة في تسجيلات ميركور.
تضمن الألبوم مدمجات من إنتاج نورمان كوك وجي جي جيزاليك وجورج شيلينق ومارك ساندرز ولاتين راسكالز وديفد دوريل وتيم اتكينز وكارل اتكنز وكورتيز مانترونيك، وشارك في الكتابة والإنتاج طوني مانسفيلد والمخرج التلفزيوني جان بابتيست موندينو. كما تميز الألبوم بالتعاون مع عازف الأكورديون ايفيت هورنر.
ابتدأً من 1993 قام غلوتيير بالمشاركة في تقديم برنامج يورو-تراش على القناة الرابعة مع انطوان دي كونيز واستمر في تقديم البرنامج لمدة 4 سنوات وكان ذلك حتى سنة 1997.
كان غلوتيير المدير الإبداعي لماركة هيرمز منذ سنة 2003 إلى 2010 عندما نجح على مارتن مارغيلا.
عرف عنه رعايته لمعرض معهد الأزياء في متحف ميتروبوليتن للفنون في نيويورك بعنوان:«رجال شجعان يرتدون التنانير» والتي عرضت تصاميم لداريس فان نوتن وفيفيان ويست-وود ورودي غرينريش وبالإضافة إلى تصاميم غلوتييه. وكان ذلك لدراسة تخصيص المصممين والافراد للتنورة كوسيل لحقن الحداثة في الأزياء للذكور ولخرق القواعد الأخلاقية والاجتماعيه وكذلك لإعادة لتشكيل مفهوم الرجولة.
كما أنه قام بتصميم الأثاث لماركة أثاث فرنسية تدعى روتشي بوبويز ونظم متحف منتريال للفنون الجميلة بالتعاون مع دار جان بول غولتييه معرضاً بعنوان «عالم جان بول غولتييه للأزياء من الرصيف إلى المنصة» كان المعرض في حولة على الأماكن في المركز السويدي للتصميم والهندسة المعمارية في ستوكهولم وكذلك في متحف بروكلين في مدينة نيويورك ومركز باربيكان في لندن والمتحف الوطني لفيكتوريا في ميلبورن والقراند بالاس في باريس.
أقيم المعرض في باريس منذ أبريل إلى أغسطس 2015 وكان المعرض وثائقياً بعنوان جان بول غولتييه وعرض حصرياً على قناة يورو-تشانل.
في عام 2012 أختير ليكون عضواً في لجنة تحكيم مهرجان كا السينمائي، وكانت المرة الأولى التي يشارك فيها مصمم في لجنة محلفي المهرجان. صمم أيضاً الرداء الذي ارتدته انقون حين مثلت فرنسا في نهائيات في مسابقة اليوروفيجن الغنائية في عام 2012 والتي كانت ي باكو، أذربيجان. في تلك السنة وشارك أيضاً في معرض كالي في كاليو كولومبيا والذي عرض من خلاله مجموعة عطوراته ومجموعته الكلاسيكية.قام غلوتييه بتصميم ثلاث تشكيلا حتى عام 2013 وهم مجموعة أزيائه الراقية ومجموعة الثياب الجتهزة لكلا الجنسين الرجال والنساء. كما أعلن في عرضه لمجموعة ربيع صيف 2015 أنه في صدد التوقف عن إنتاج الثياب الجاهزة للتفرغ للأزياء الراقية.

## تصاميمه للفنانين والأفلام

### الفنانون

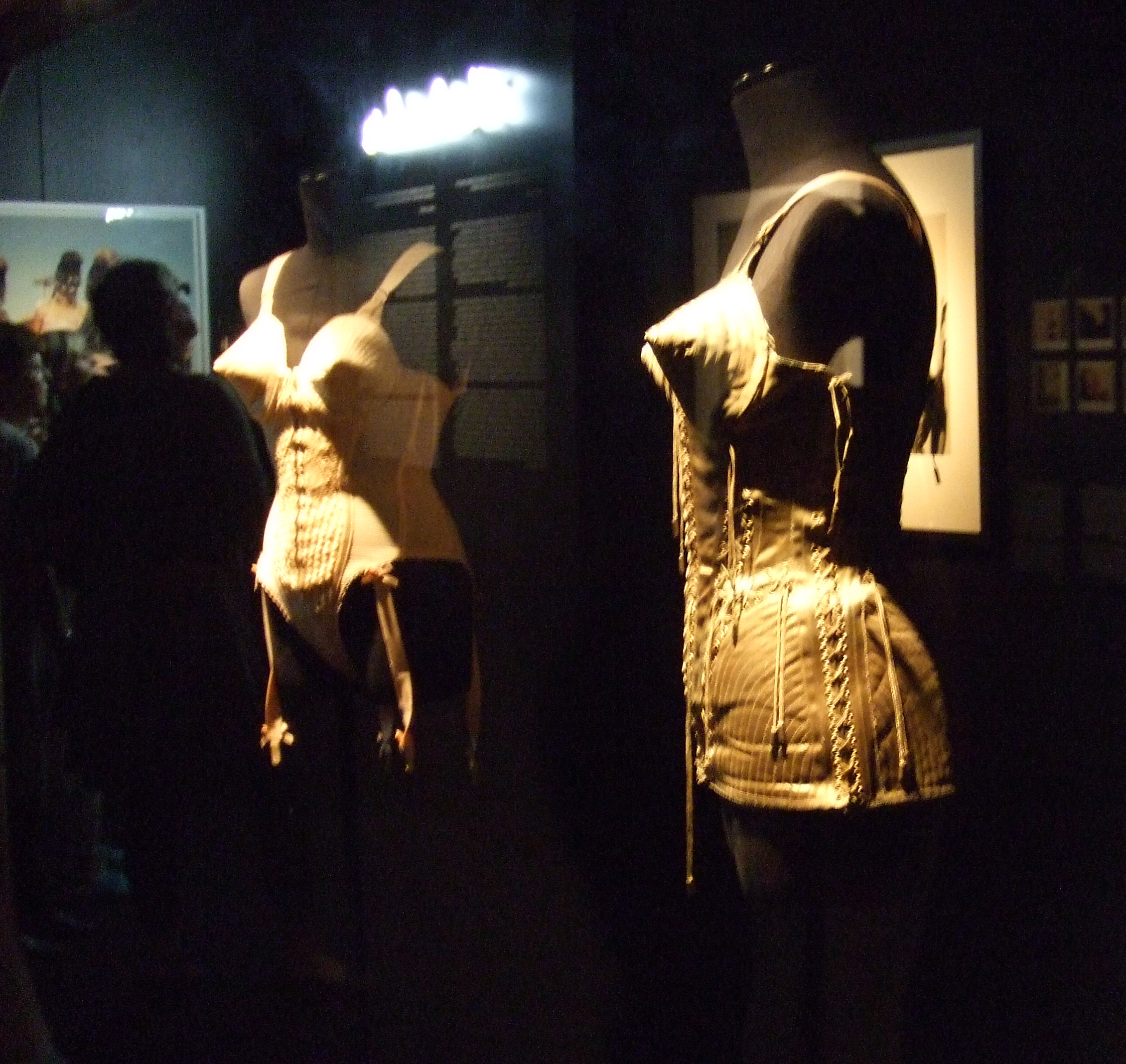
صدرية مادونا الهرمية الشهيرة التي ارتدتها في المعرض المقام في ارت-ديس عام 2013
صمم غلوتييه أزياء مجسمة لمادونا في التسعينات ابتداءً من الصدرية الهرمية الشهيرة التي ارتدتها في جولتها العالمية «بلوند-أمبشن» في عام 1990 وكذلك صمم لها مجموعة ثياب لجولتها كونفيشنز في عام 2006.
صمم غلوتييه عدد من الأزياء والثياب وا التي تم ارتدائها من قبل مغني الروك مارلين مانسون وكذلك تصاميم لألبومها «العصر الذهبي للغرباء» وحظت تلك الأزياء على انتباه شديد من قبل الجمهور الفرنسي.
وقع في عام 2008 عقداً على أن يكون لمرة أخرى المصمم لأزيائها في جولتها عام 2009.
صمم في عام 2008 ثوباً مصمم كقصة الحورية باللون الأبيض الفضي وارتدته ماريون كوتيلارد في مهرجان جوائز الأوسكار وحازت حينها على جائزة الأوسكار لأدائها في فيلم «لا في ان روز».
و صمم كذلك أزياء لكايلي مينوغو خلال أحد جولاتها بالإضافة إلى المغنية المميزة ليزلي تشوينغ من هونغ كونغ والتي عيينت غولتييه ليصمم لها ثمانِ أزياء لآخر جولة غنائية لها 2010.

### الأفلام
صمم غلوتييه أزياء لعديد من نجوم الشاشة ومنهم:
- لوك بيسون في عمله «العامل الخامس»
- بيدرو المودوفار في أعماله "كيكا" و "تعليم سيء و "الجلد الذي أعيش فيه".
- بيتر غريناوي في أعماله «لطباخ» و «اللص» و «زوجته وحبيبها»
- كارك كارو وجين بيير جونيت في عملهم «عالم الأطفال الضائعيين»

## التشكيلات والمسميات

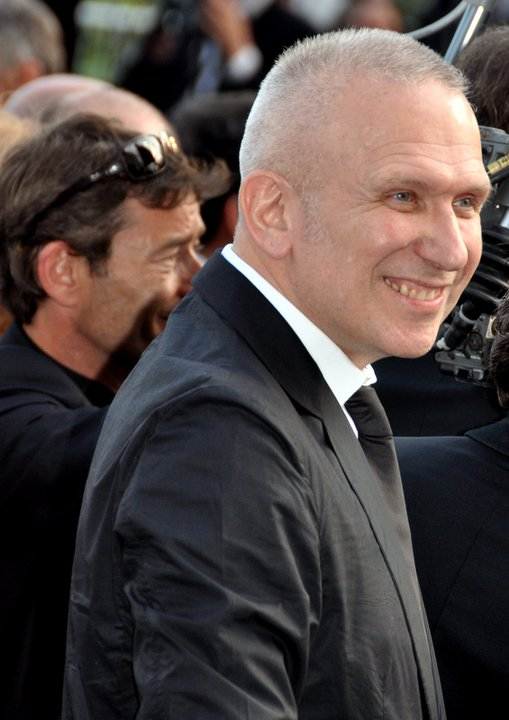
غولتييه في مهرجان كان السينمائي عام 2011

المسميات تشمل جان بول غلوتييه وغلوتييه باريس- المجموعة الراقية- و «جينزات جان بول غلوتييه» و «نظارات جان بول غلوتييه» و «جان بول غلوتييه الفضي».
بالإضافة إلى مجموعتة الجاهزة. في عام 1988 وسع غولتييه نطاق عمله ليشمل المسمى «غلوتييه للأطفال», تصاميم بأسعار منخفضة صممت لأسواق الأطفال مستوحاة من نمط البحارة الذي بدأ باستخدامه في جميع تشكيلاته.
في عام 1988 تم أختيار زي من أزياء غلوتييه للأطفال من قبل جيف بانكس كرداء العام. تم استبدال مسمى «غلوتييه للأطفال» باختصار ج.ب.ج بواسطة غلوتييه وهي مجموعة حيادية الجنس التي تتبع أسلوب المصمم وفكرته عن اندماج الأجناس. «غلوتييه جينز» وهي مجموعة مشابهه تستند بالأساس على قماش الدينم وثياب أكثر بساطة مستوحاة بشدة من أسلوب الشارع. لاحقاً في 1992 تم استبداله بـ «جين بول غلوتييه» من 2004 إلى 2008. تمت إعادة استخدام مسمى «غلوتييه للأطفال» في عام 2009 لإطلاق مجموعة ثياب الأطفال لتكتمل بخط أزياء للمواليد في عام 2011.
الذي جعل غلوتييه يصل لهذا النجاح الهائل هو ظهور أزيائه الراقية في عام 1997.من خلال هذه المجموعة تمكن من أن يعبر بحرية عن مفهومه للجمال ورسم وحي من ثقافات متباينه بشكل جذري من إمبراطورية الهند إلى اليهودية الحسيدية.و كنتيجة لذلك النجاح وظف هيرمز غلوتييه كمدير إبداعي منذ عام 2003 إلى 2010. حصل هيرمز على حصة 30% من جان بول غولتييه في 2003 ولاحقاً زار حصته إلى 45%.
استوحى غلوتييه مجموعة أزيائه لربيع 2009 من أسلوب للمغني كلاوس نايومي وأستخدم تسجيلت نايومي من الموسيقى الهادئة في استعراض مجموعته على منصة العرض.

## العطور
أصدر جان بول غلوتييه مجموعة عطورات بالتعاون مع بشركة بويغ.أول رائحة كانت «كلاسيك» وهو عطر نسائي مستوحى من الزهور وتم تقديمه في 1993 وبعده بعامين تم إطلاق عطر «لو ميل» الرجالي. كلاهما حظيا بنجاح عالي وفي عام 2012 كان العطر الرجالي «لو ميل» العطر رقم واحد في التحاد الأوروبي استناداً على المبيعات. كما أنه أثبت وجودة بقوة في السوق الأسترالية والولايات الأمريكية.
تم تقديم الرائحة الثالثة وهي عطر «فراجل» في عام 2000 ولكنه حالياً في حالة إنتاج محدد نظراً لقلة مبيعاته. أطلق غلوتييه عطره حيادي الجنس والمسمى بـ«رائحة الإنسانية» معلناً قوة الاثنين وتم إطلاق المجموعة عام 2005 عدا في كندا عام 2006 شهر يناير أما في الولايات الأمريكية في أغسطس 2006 في الآونة الأخيرة تم إصدار رائحة رجالة تسمى «فلور دو مال» وكان ذلك في أبريل 2007.بعد ذلك بوقت قصير وتم إصدار كولونيا «فلور دي مال» والتي تعد نسخة مخففة من العطر «فلور دو مال».
تمت إضافة رائحة جديدة إلى عائلة غلوتييه العطرية وهو العطر النسائي «مادام».و تم إطلاق عطر رجالي جديد في السادس من يوليو 2011 ويدعى «كوكوريكو» وكانت تلك الانطلاقة في «لا قاييت ليريك» فوراً بعد عرض للأزياء الراقيه لمجموعة خريف/شتاء 2011-.2012
منذ أوائل التسعينات إلى 2015 جميع عطورات جان بول غلوتييه كانت منتجة تحت ترخيص طويل الأمد من قبل هيبة الجمال العالمي.

## روابط خارجية
- جان بول غولتييه على موقع IMDb (الإنجليزية)
- جان بول غولتييه على موقع ميتاكريتيك (الإنجليزية)
- جان بول غولتييه على موقع الموسوعة البريطانية (الإنجليزية)
- جان بول غولتييه على موقع مونزينجر (الألمانية)
- جان بول غولتييه على موقع ألو سيني (الفرنسية)
- جان بول غولتييه على موقع ميوزك برينز (الإنجليزية)
- جان بول غولتييه على موقع أول موفي (الإنجليزية)
- جان بول غولتييه على موقع قاعدة بيانات الأفلام السويدية (السويدية)
- جان بول غولتييه على موقع إن إن دي بي (الإنجليزية)
- جان بول غولتييه على موقع أول ميوزيك (الإنجليزية)